# Isabelle Moinnet-Joiret

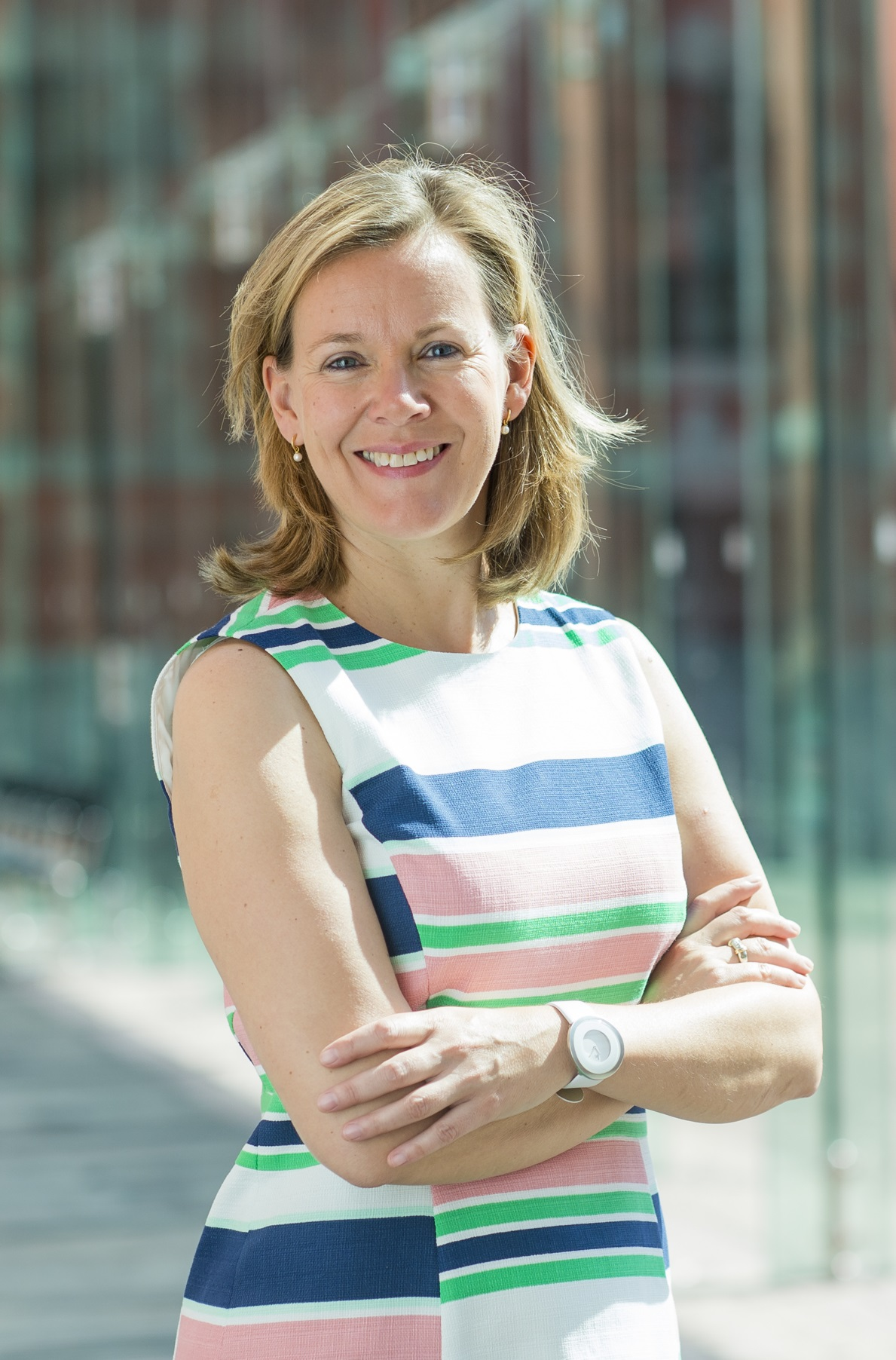
Isabelle Moinnet-Joiret.

Isabelle Moinnet-Joiret geboren Isabelle Joiret (Namen, 6 november 1969) is een Belgisch politica voor het cdH, sinds maart 2022 Les Engagés genaamd, en voormalig Waals Parlementslid.

## Levensloop
Moinnet-Joiret werd licentiate in de toegepaste communicatie aan het Institut des Hautes Études des Communications Sociales. Ze werkte als assistente en verantwoordelijke voor de interne communicatie bij de Internationale Vereniging van Openbaar Transport. Vervolgens was ze directiesecretaresse bij LM Matériaux en de Groupe Saint-Gobain, beiden gespecialiseerd in bouwmateriaal. Bij de Groupe Saint-Gobain was ze ook communicatieverantwoordelijke voor de Belgische afdeling. 
Ook volgde Moinnet-Joiret een opleiding notenleer en klassieke piano en is ze actief als organiste in de parochiekerk van Taviers en lid van de muziekacademie van Eghezée. In 2005 werd ze secretaris van de cdH-afdeling van Eghezée en in 2013 werd ze politiek secretaris van de cdH-afdeling van het arrondissement Namen. Sinds februari 2020 is ze gemeenteraadslid van Eghezée.
Van 2014 tot 2019 was ze voor het cdH lid van het Waals Parlement en van het Parlement van de Franse Gemeenschap voor het arrondissement Namen. Ook werd ze in 2017 effectief lid van de Raadgevende Interparlementaire Beneluxraad. Bij de verkiezingen van 2019 stond ze als eerste opvolger op de Waalse cdH-lijst in Namen. Na haar parlementaire loopbaan werd ze communicatieverantwoordelijke bij intercommunale INASEP.
Isabelle Joiret is gehuwd met Olivier Moinnet, die schepen van Eghezée was.